# Мелен, Маргарета фон
Маргарета фон Мелен, урождённая Васа (швед. Margareta von Melen; 1489—1541) — шведская дворянка, троюродная сестра короля Густава Вазы и тётя по материнской линии королевы Маргариты Лейонхувуд.

## Биография
Маргарета была старшей дочерью вельмож Эрика Карлссона (Васа) и Анны Карлсдоттер (из рода Винсторпаэттен). Её отец приходился двоюродным братом Эрику Юханссону Васе, отцу короля Густава Вазы, и, таким образом, она была троюродной сестрой будущего короля.
Маргарета вышла замуж за лорда Эрика Кнутссона (из рода Тре Розор) до 1515 года. В ноябре 1520 года её муж стал одним из казнённых в ходе «Стокгольмской кровавой бани».

### Второй брак
В 1523 году она повторно вышла замуж за немецкого дворянина и члена риксрода Беренда фон Мелена в Сёдерчёпинге. Брак был устроен её троюродным братом королём по политическим соображениям. Во время раннего периода его правления немецкие дворяне Иоганн VII Гойа и Беренд фон Мелен принадлежали к самым верным союзникам короля, и он организовал браки Иоганна VII Гойа со своей сестрой Маргаретой и Беренда фон Мелена со своей троюродной сестрой, чтобы гарантировать их лояльность. Браки, однако, не встретили одобрения среди крестьянства, которое не любило немцев в окружении короля и критиковало их, а также браки с иностранцами, в том числе и женитьбу короля на немецкой принцессе Екатерине Саксен-Лауэнбургской. После их свадьбы, король Густав пожаловал управление Выборгским замком (важного оплота обороны против России) Иоанну VII Гойа, а Кальмарским замком (важным оплотом обороны против Дании) Беренду фон Мелену.

### Предательство
Два года спустя Маргарета и её муж приняли участие в неудавшейся попытке Кристины Юлленшерны и Сёрена Норби (в некоторых источниках Норбю) занять трон. В марте 1525 года произошло первое из восстаний в провинции Далекарлия, организованное магистром Кнутом Микельссеном и бывшим канцлером Кристины Педером Якобссоном (Суннанведером), предпочитающих власть рода Стуре правлению Густава Вазы. Сообщалось, что повстанцы связались с Сёреном Норби, которому в том же месяц Кристиан II пообещал губернаторство в Швеции, если тот свергнет короля Густава. В апреле ходили слухи, что Норби направлялся в Блекинге с флотом, после чего он начал атаки принадлежащим ему флотом со своей базы на Готланде. 
Король Густав послал Беренда фон Мелена сражаться с Норби. Однако фон Мелен нарушил верность королю и вступил в союз с Сёреном Норби. В измене король обвинил свою троюродную сестру Маргарету: «Какой иной ветер подул ему в ухо [который заставил его нарушить верность], сказать нельзя. Хотя некоторые винили в этом его жену, поскольку это произошло сразу после того, как она к нему присоединилась там.» Вскоре после этого Кристина отправила своего сына Нильса к фону Мелену в Кальмарский замок, и, очевидно, считалось, что фон Мелен поможет Нильсу объединиться с Нёрби. За границей предполагали, что Сорен Нёрби и Беренд фон Мелен вместе завоюют Швецию, поскольку они через своих жён имели большое влияние в стране. 
В этот момент пара была вынуждена покинуть Кальмар и бежать в Германию, оставив Нильса и гарнизон в городе, осаждённом войсками Густава I, а сама Кристина, похоже, была арестована. В мае далекарлийские повстанцы упрекнули короля Густава в том, что он заточил Кристину в тюрьму  и изгнал её сына Нильса из страны и потребовали освобождения Кристины. 
Однако 20 июля 1525 года восстание было подавлено, когда Нильс был взят в плен королём Густавом после победы последнего при осаде Кальмара. 

### Изгнание
Маргарета фон Мелен поселилась в Саксонии, где её муж получил должность от курфюрста и писала клеветнические памфлеты о короле Густаве, подорвавшие его репутацию в Германии. Её имущество в Швеции было конфисковано и передано младшей сестре Эббе Эриксдоттер Ваза: Маргарета протестовала против конфискации и потребовала от сестры выплаты компенсации, но леди Эбба отказалась на том основании, что она не просила его и была поддержана королём, который заявил, что Маргарета и её супруг сделали все возможное, чтобы причинить вред королю и королевству, и что леди Маргарета покинула свою страну и «так подло молола языком, что стыдно упоминать.»
Скончалась в эмиграции в Германии.